# Ingrid Mühlhauser
Ingrid Mühlhauser (* 1953 in Wien) ist eine deutsch-österreichische Gesundheitswissenschaftlerin, Internistin und Hochschullehrerin.

## Lebenslauf
Ingrid Mühlhauser studierte von 1971 bis 1977 an der Universität Wien Medizin. Danach war sie bis 1982 in Wien an verschiedenen Kliniken als Assistenzärztin tätig.
Von 1982 bis 1996 war Ingrid Mühlhauser wissenschaftliche Mitarbeiterin der Klinik für Stoffwechselkrankheiten und Ernährung an der Heinrich-Heine-Universität Düsseldorf. Dort habilitierte sie sich 1993 für das Fach Innere Medizin mit dem Schwerpunkt Gesundheitserziehung.
Seit 1996 ist Ingrid Mühlhauser, die Fachärztin für Innere Medizin, Endokrinologie und Diabetologie ist, Universitätsprofessorin und Inhaberin des Lehrstuhls für Gesundheitswissenschaften an der Universität Hamburg, seit April 2019 in Ruhestand.
Von März 2015 – März 2017 war sie Erste Vorsitzende des Deutschen Netzwerks Evidenzbasierte Medizin (DNEbM) und von Oktober 2011 bis August 2020 Sprecherin des Fachbereichs Patienteninformation und -Beteiligung. Sie ist weiterhin Mitglied des erweiterten Vorstands.
Im November 2017 wurde sie zur Vorsitzenden des Arbeitskreises Frauengesundheit in Medizin, Psychotherapie und Gesellschaft e. V. (AKF) gewählt.
Ingrid Mühlhauser war bis zu seinem Tod mit dem Internisten Michael Berger (1944–2002) verheiratet.

## Arbeits- und Forschungsschwerpunkte
- Klinische Diabetologie
- Behandlungs- und Schulungsprogramme (Diabetes, Hypertonie, Asthma bronchiale, Frakturprävention, Multiple Sklerose)
- Versorgungsepidemiologie (Diabetes, Hypertonie, Pflege in Altenheimen)
- Altenpflege
- Pflegewissenschaft
- Methoden und Praxis der Evidenzbasierten Medizin
- wissenschaftsbasierte Information und Training in wissenschaftlicher Kompetenz für Patienten und Verbrauchervertreter
- Partizipative Entscheidungsfindung
- Entwicklung und Evaluation von Patienteninformationen
- kritische Gesundheitsbildung in Schulen

Ingrid Mühlhauser hat mit ihrer Arbeitsgruppe die akademische Ausbildung von Berufsschullehrern für das Fach Gesundheit an der Universität Hamburg grundlegend reformiert. Das wissenschaftliche Studium basiert auf dem methodischen Konzept der Evidenzbasierten Medizin. Die Studierenden sollen die Fähigkeit erwerben, medizinische Verfahren und Strukturen im Gesundheitssystem kritisch zu beurteilen. Sie sollen in der Lage sein, sich eigenständig die wissenschaftliche Grundlage – die Evidenz – zu einer spezifischen Fragestellung zu erschließen, die Faktenlage zu bewerten und in den Kontext der Gesundheitsversorgung einzuordnen. Zudem sollten sie lernen, die wissenschaftlichen Daten so zu kommunizieren, dass die Bürgerinnen aufgrund dieser Basis informierte Entscheidungen zu ihrer Gesundheit oder im Krankheitsfall treffen können. Die Stärkung der Autonomie der Bürgerinnen bzw. Patientinnen durch kritische Gesundheitskompetenz ist ein übergeordnetes Ziel der akademischen Ausbildung.
Mehrere ehemalige wissenschaftliche Mitarbeiterinnen der Arbeitsgruppe von Ingrid Mühlhauser besetzten inzwischen Lehrstühle für Pflege- und Gesundheitswissenschaften an Universitäten und Fachhochschulen. Prominenteste Vertreterin der Arbeitsgruppe ist Gabriele Meyer.
Im Jahr 2016 ist der Studiengang „Gesundheit“ in das Institut für Bewegungswissenschaften der Universität Hamburg transferiert worden. Der bewegungswissenschaftliche Ansatz untersucht die theoretischen Grundlagen und Anwendungsbereiche von körperlicher Bewegung in Sport, Spiel, Tanz und Alltag.

## Veröffentlichungen
- Unsinn Vorsorgemedizin. Wem sie nützt, wann sie schadet. Rowohlt, Reinbek 2017.